# 馬魯安采特拉區
馬魯安采特拉區，是馬達加斯加的行政區，位於該國中部，由阿那拉芒加區負責管轄，首府設於馬魯安采特拉，面積6,917平方公里，2011年人口209,378，人口密度每平方公里30人。